# Ekbatana

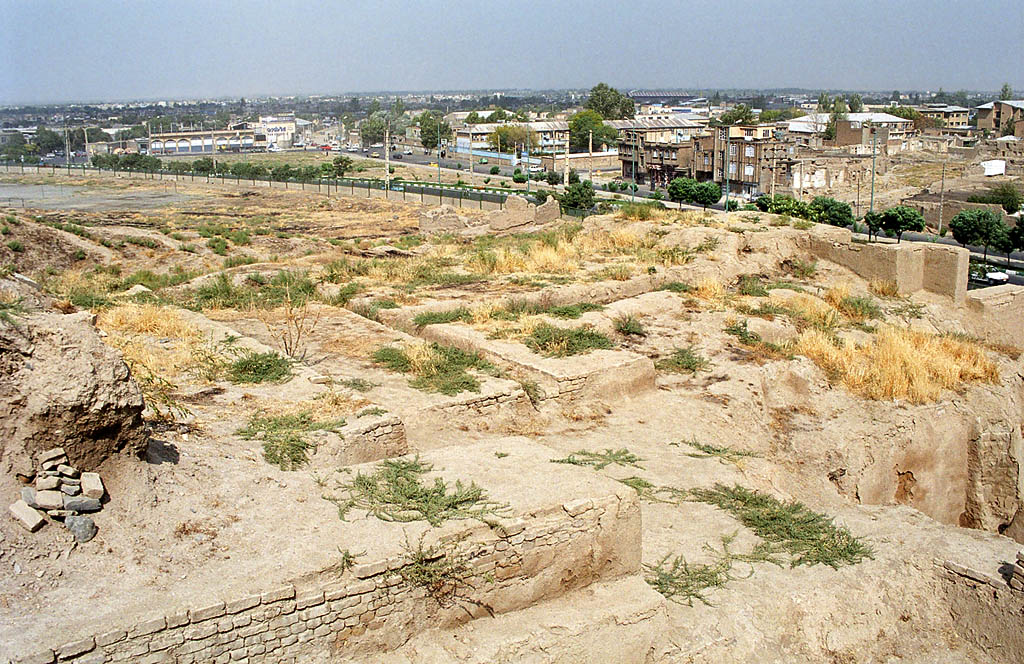
Vy över Ekbatana

Ekbatana (grekisk form för det fornpersiska Hagmatana, "församlingsort", varav bildats det nypersiska Hamadan, som staden nu heter) var huvudstad i det forna Medien (c:a 700 - 550 f.Kr.). Efter detta rikes fall var staden de persiska kungarnas sommarresidens. Staden byggdes under Deïokes tid. 
Den omgavs av sju ringmurar, inifrån och utåt tilltagande i höjd. Murarnas tinnar hade olika färger, så att den yttersta murens tinnar var vita, nästa svarta, efter det purpurfärgade, därefter blå, sedan ljusröda. Den som var näst innerst hade försilvrade tinnar, och tinnarna på den mur som låg innerst var förgyllda. Inom den innersta muren låg det praktfulla soltemplet och det kungliga palatset. Senare kom staden under parterna. Efter Partiens undergång förföll den alltmer.